# Gare de New Cross
Ne doit pas être confondu avec gare de New Cross Gate.
New Cross (en anglais : New Cross railway station), est une gare ferroviaire des lignes Principale de Brighton (en) et de l'East London, en zone 4 Travelcard. Elle  est située sur Amersham Vale off New Cross Road, à New Cross dans le borough londonien de Lewisham sur le territoire du Grand Londres.
C'est une gare, de Network Rail et Transport for London, du réseau de trains de banlieue London Overground exploitée par Arriva Rail London.

## Situation ferroviaire
New Cross est située sur la ligne de l'East London, intégrée au London Overground, et sur la Principale de Brighton (en).

## Historique
Cette station qui faisait partie de la ligne de l'East London du métro de Londres a été fermée en 2007 pour la transformation de la ligne.
Depuis le 27 avril 2010, elle est le terminus d'une branche d'une des lignes du London Overground.